# Dendrotoxina

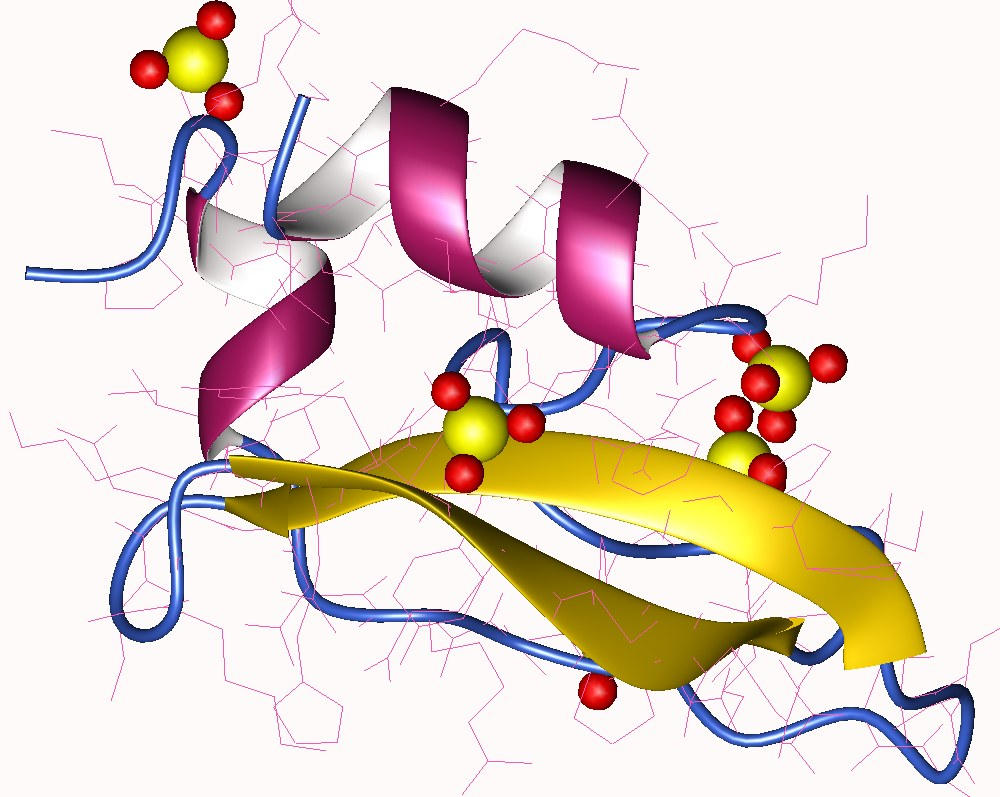
alpha-dendrotoxina, Dendroaspis angusticeps.

Las dendrotoxinas son una clase de neurotoxinas presinápticas producidas por las serpientes mamba. Son poderosas bloqueadoras de los canales de potasio (K+) dependientes de voltaje, por lo que van a incrementar la liberación de neurotransmisores en las uniones neuromusculares. Debido a su elevada selectividad y potencia se ha probado que son realmente útiles en  el estudio de los canales de K+ y dada la existencia de fisiopatológias asociadas a estos poros iónicos, se cree que análogos de las dendrotoxinas pueden tener potencial terapéutico.
“Dendrotoxina” deriva del nombre latino de las serpientes de cuyo veneno fueron aisladas: Dendroaspis angusticeps (mamba verde del este) y  Dendroaspis polylepis (mamba negra). Estas serpientes se distribuyen por Etiopía y Somalia hasta Angola, Zambia, Namibia y sudoeste africano. En el veneno de la mamba verde encontramos las dendrotoxinas α, β, γ y δ, mientras que las aisladas de la mamba negra reciben el nombre de dendrotoxinas I y K.

## Estructura
Las dendrotoxinas son pequeñas proteínas de carácter básico que contienen entre 59-61 aminoácidos estabilizados por 3 puentes disulfuro intramoleculares localizados entre las bases de cisteína (Cys): Cys7-Cys57, Cys16-Cys40 y Cys32-Cys53.
La dendrotoxina-α y la dendrotoxina-K son muy similares. Todas poseen una semejanza con los inhibidores de las serinproteasas, aunque no muestran actividad cuantificable anti-proteasa. La semejanza de secuencias ha llevado a pensar que las dendrotoxinas se han desarrollado a partir de los inhibidores de las proteasas.

## Purificación
Las dendrotoxinas son aisladas del veneno de D. angusticeps, D. polylepis o D. viridis por filtración en gel seguida de cromatografía de intercambio catiónico o HPLC. Con las toxinas de D. polylepis y D. viridis, debemos de tener especial precaución y evitar la contaminación con α-neurotoxinas que bloquean los receptores de ACo (acetilcolina).

## Mecanismo de acción
Las dendrotoxinas, son potentes bloqueadores de los canales de K+ dependientes de voltaje. Como consecuencia de este bloqueo se incrementa la liberación del neurotransmisor en las uniones neuromusculares, tanto de neuronas centrales como periféricas. Producen una inhibición de la inactivación lenta a través de los canales de K+. Estos canales son fundamentales en la repolarización de la transmisión nerviosa, por tanto, al inhibir este proceso inicialmente existirá un aumento de la liberación de ACo y un aumento de la contracción muscular y posteriormente un bloqueo, generando una parálisis flácida.
La interacción parece ser de tipo electrostático. En la conformación estructural de las dendrotoxinas la mayoría de aminoácidos cargados positivamente se encuentran en una región concreta de la proteína creando un dominio catiónico que interactúa con el dominio aniónico del poro de los canales de K+. Este canal, como otros canales catiónicos, genera una nube de cargas negativas antes de la apertura del canal que ayudan a conducir los iones de K+ a través del poro. La dendrotoxina se une a la zona aniónica, cerca de la superficie extracelular del canal, obstruyendo físicamente el canal y por tanto, evitando la conductancia de los iones. Las dendrotoxinas-δ actúa de manera diferente, inhiben el canal mediante la alteración de su estructura en vez de bloquearlo físicamente.
Otras toxinas como la ß-bungarotoxina, la notexina, el veneno de la víbora de Russell o el veneno de Oxyuranus scutellatus también presentan esta acción aunque con una potencia menor.

## Estudios de actividad y selectividad. Aplicaciones
Cuando se inyectan por vía cerebroventricular en ratas, producen convulsiones y muerte. Esto se debe a que se produce un incremento generalizado de la actividad neuronal que afecta a la liberación de neurotransmisores, tanto excitatorios como inhibitorios.
Experimentos in vitro han demostrado que las dendrotoxinas causan una despolarización de los sinaptosomas (terminal sináptico aislado de una neurona) de mamíferos que conduce a la liberación, dependiente de calcio, de GABA (ácido γ-aminobutírico) y de glutamato.
Las dendrotoxinas constituyen una herramienta bioquímica importante en el estudio de la neurofarmacología de los canales de K+ dependientes de voltaje. La dendrotoxina radioyodada (125IDTX) ha permitido conocer la distribución de los sitios de unión de esta toxina al cerebro y por tanto a determinar el  sitio de unión de la toxina al canal de K+. Siendo también útiles para aislar proteínas de los canales de K + de las membranas cerebrales y para descubrir toxinas provenientes de otras fuentes que se unen también a estos canales.
Estudios con canales de potasio clonados, demuestran que la dendrotoxina α de la mamba verde bloquea los canales de potasio Kv1.1, Kv1.2 y Kv1.6, mientras que la dendrotoxina K, de la mamba negra, bloquea preferentemente los canales de tipo Kv1.1.
Análogos estructurales de las dendrotoxinas han ayudado a definir las características de reconocimiento de diferentes canales de K+.
Las dendrotoxinas también han sido usadas en estudios de autorradiografía para ver la distribución de los canales de K+  en las diferentes regiones del cerebro.
Por tanto, por ser buenos marcadores de los diferentes subtipos de canales de K+, han adquirido gran importancia en el estudio de estos y dada la existencia de fisiopatologías asociadas a estos poros iónicos, se puede pensar que análogos de las dendrotoxinas pueden ser potencialmente terapéuticos.

## Toxicidad
Las dendrotoxinas no suponen un peligro directo para los trabajadores que las manejan y es muy probable que no se absorban oralmente. Inyectadas periféricamente no son muy tóxicas, siendo su actividad letal mucho mayor por inyección directa sobre el sistema nervioso central. La DL50 (dosis letal 50) por vía intravenosa está entre 20-25 mg/Kg, mientras que por inyección intracerebroventricular en ratas la DL50 para la α-dendrotoxina es de 2,5 μg/Kg y de 0,5 μg/Kg para la toxina I.
Las dendrotoxinas al incrementar la liberación de neurotransmisores van a estimular el impulso nervioso, lo que provoca una contracción constante y mantenida de los músculos, produciendo tetania muscular y parálisis, lo que termina provocando la muerte por asfixia. El fallecimiento de una persona puede producirse en menos de 20 minutos después de la mordedura de la mamba negra.

## Antídoto
En octubre de 2018 el Instituto Clodomiro Picado perteneciente a la Universidad de Costa Rica descubrió un antídoto que neutraliza las dendrotoxinas del veneno de la serpiente mamba negra (Dendroaspis polylepis).
Se consiguió gracias al uso de la técnica del ADN recombinante, identificando las Inmunoglobulinas G (un tipo de anticuerpo altamente expresado en el cuerpo humano)  que pueden neutralizar dicho veneno, hay que decir que dicho antídoto está todavía en fase experimental pero promete grandes avances en el terreno de los antídotos ofídicos.
De momento se ha usado en animales de granja (muy susceptibles a estas picaduras) como caballos, ovejas e incluso burros.
Hoy en día, en estas zonas, la mordeduras de serpientes provocan unas 100.000 muertes al año y 400.000 víctimas que quedan con lesiones incapacitantes como amputaciones y otras secuelas.
El descubrimiento de este antídoto abre un nuevo abanico en la creación de antídotos utilizando anticuerpos humanos ya que este es el primero que se hace de esta forma y utilizando la tecnología del ADN recombinante. Además este tipo de antídoto prometen ser más compatibles con el cuerpo humano y tener menos efectos secundarios perjudiciales. Los antídotos actuales provienen del plasma de animales, por lo que son muy alergénicos y dan numerosas reacciones alérgicas.
Por todo esto, aunque falta camino por recorrer para tener un antídoto totalmente capaz de neutralizar las dendrotoxinas, es la primera vez que se consigue que sea 100 % humano.
- Datos: Q3705425
- Multimedia: Dendrotoxins / Q3705425

1. 1 2 3 4 5 6  F. Bergillos. (2013) Toxinología clínica. Lesiones por picaduras y mordeduras de animales. Volumen 1.
2. 1 2 3  Jiménez, J. and Muñoz, L. (2018). Toxinas de serpientes con alto potencial terapéutico y su uso en la biomedicina. [online] Aprendeenlinea.udea.edu.co. Available at: http://aprendeenlinea.udea.edu.co/revistas/index.php/iatreia/article/view/11113/10199 [Accessed 14 Nov. 2018].
3. ↑  C.D Klaassen y J.B. Watkins. (2005) Casarett y Doull.Fundamentos de toxicología.
4. 1 2  M.E, Byrnes, V.M. Mahnir,W.R Kem y M.V. (1995) Pennington Synthesis and characterization of dendrotoxin: a potent potassium channel inhibitor. Bentham Science Publisher. Protein and peptide letters vol 1 No 4 pág 239-245
5. 1 2  R. Rappuoli y C. Montecucco. (1999) Guidebook to proteins toxins and their use in cell biology. J. Chem. Educ. 76 (1) p 34.
6. 1 2 3  Martín Sierra, M. and Bernal Pérez, M. (2018). Serpientes exóticas: nueva moda, nueva urgencia. [online] Medintensiva.org. Available at: http://www.medintensiva.org/es-serpientes-exoticas-nueva-moda-nueva-articulo-12003087 [Accessed 13 Nov. 2018].
7. ↑  Anon, (2018). [online] Available at: http://vitae.ucv.ve/pdfs/VITAE_2873.pdf [Accessed 13 Nov. 2018].
8. ↑  Universidad de Costa Rica. (2018). Universidad de Costa Rica. [online] Available at: https://www.ucr.ac.cr/ [Accessed 13 Nov. 2018].